# Santi Mario e Compagni Martiri (titolo cardinalizio)
Santi Mario e Compagni Martiri (in latino Titulus Sanctorum Marii et Sociorum Martyrum) è un titolo cardinalizio istituito da papa Francesco il 7 dicembre 2024. Il titolo insiste sulla chiesa dei Santi Mario e Compagni Martiri, a La Romanina, sede parrocchiale dal 1º dicembre 1978.
Dal 7 dicembre 2024 il primo titolare è il cardinale ivoriano Ignace Bessi Dogbo, arcivescovo metropolita di Abidjan.

## Titolari
- Ignace Bessi Dogbo, dal 7 dicembre 2024